# Списак градова које је основао Александар Велики
Списак градова које је основао Александар Велики представља све градове које је основао Александар Велики (356—323. п. н. е.), краљ Античке Македоније, који је створио једно од највећих царстава у историји, водећи опсежну војну акцију широм Азије. Био је припреман за владавину од раног дјетињства и ступио је на пријесто након што је убијен његов отац Филип . Након што је покорио побуњене вазале, извршио је инвазију на персијско Ахеменидско царство, 334. године прије н. е. Брзо је освојио велика подручја западне Азије и Египта прије него што је побиједио персијског цара Дарија III у биткама код Иса и Гаугамеле. Постигавши потпуну доминацију над бившим земљама Ахеменида до 327. п. н. е. покушао је да освоји Индију, али се вратио након што су се његове уморне трупе побуниле. Након његове смрти у 32 години у Вавилону 323. п. н. е. његово царство се распало у низу грађанских ратова између његових сљедбеника.
Током својих похода основао је бројна насеља, дајући им имена по себи или блиским сљедбеницима. То је био предмет интензивне расправе током историје, пошто су се извјештаји античких и средњовјековних научника разликовали и често су били контрадикторни. Плутарх је у свом дјелу Александров живот написао да је основао до 70 градова, док у већина текстова стоје подаци о томе да је основао између десет и двадесет градова. У грчком роману Александрида наводи се да је основао између девет и тринаест градова, у зависности од рецензије; у сиријској, јерменској, хебрејској и етиопској верзија романа такође се наводи да је основао 12 или 13 градова. Персијски књижевници, као што су Ел Табари, Ел Динавари, Хамза Ел Исфахани и Кудама такође наводе да је основао између девет и дванаест насеља. Стефан Византијски је написао да је основао двадесетак насеља. Неки аутори додатно наводе број градова основаних на одређеном подручју; Страбон је написао да је Александар основао осам градова у Бактрији. Извјештаји о његовим походима, прије свега од Аријана, Плутарха, Диодора, Курција Руфа и Јустина, пружају додатне доказе. Географи Ератостен, Клаудије Птолемеј и Плиније ослањају се на иначе изгубљене доказе Александрових бематистичких мјерача удаљености.
Приликом покушаја дешифровања наведених извора, савремени научници су имали бројних проблема. Класични писци су свако насеље називали полисом, од великих насељених центара до малих војних гарнизона, што је довело до велике забуне јер је постојала могућност да је насеље настало као војна колонија, а да је тек касније прерасло у прави полис. Иако се често сматра да је сва насеља која је основао назвао по себи, историчари сматрају да то није тачно, али су због великог броја тих насеља многима дати епитети као што су Есхата или Оксејана. Историчар Гецел Коен је истакао да пошто су нека насеља можда попримила више таквих назива, постоји могућност да су различити аутори, који одражавају различите локалне традиције, могли да упућују на исту Александрију различитим епитетима. Осим тога, прецизне локације многих основаних насеља су непознате. Класициста Вилијам Вудторп Тарн је истакао да су тешкоће те теме велике, граница неизвјесности често знатна, а извори конфузије бројни.

## Насеља која је вјероватно основао
Укупно је 13 насеља која су основана поново успостављена по наређењу Александра Великог, често у његовом присуству и увијек прије његове смрти 323. п. н. е. За њих четири је оспорено да их је основао Александар Велики, док за два научници нису сигурни. Такође постоје и бројна насеља која су основану у његову част након његове смрти, као и нека чији су званичници сами тврдили да оснивање града повезано са Александром Великим.
| Назив Други назив                                     | Година оснивања   | Локација                                       | Опис | Историјска аутентичност |
| ----------------------------------------------------- | ----------------- | ---------------------------------------------- | --- | ----------------------- |
| Александрија Троада                                   | 334. п. н. е.     | Троада, савремени Чанакале, Турска             | Најчешће се сматра да је Александрију Троаду основао Антигон 311. п. н. е. а деценију касније поново је основао Лизимах, још један од Дијадоса. Историчар В. В. Тарн сматра да је њу основао Александар, идентификујући га као Александра од Граника, Тарн је тврдио да је Александар обећао да ће изградити град у знак сјећања на своју недавну побједу у бици код Граника. Његову теорију су одбацили историчари као што су Коен и Фрејзер. | Оспорено                |
| Самарија                                              | 332—331. п. н. е. | Модерна Себастија, Држава Палестина            | Курције Руф је забиљежио да су се становници Самарије побунили док је Александар био у Египту; по повратку је казнио побуњенике и населио Македонце у том крају. Вјероватно је Пердики наређено да насели град. Према другој теорији, Виктор Чериковер је истакао да је Пердика можда поново основао град након Александрове смрти 323. п. н. е. Јосиф Флавије је истакао да су становници повратили наклоност свог владара и да су добили дозволу да обнове свој храм и одбрану. | Оспорено                |
| Александрија близу Египта                             | 331. п. н. е.     | Александрија, Египат                           | Као први велики основани град Александрове владавине, Александрија је основана на западној делти Нила између језера Мареотис и Средоземног мора почетком 331. п. н. е. Непознато је да ли је град основан прије или после Александрове посјете оази Сива; његови мотиви за оснивање Александрије су такође контроверзни, а често се наводе војни, политички, економски и трговачки фактори. Насеље је касније прерасло у један од најважнијих градова на свијету, са процијењеном популацијом од 500.000—600.000 у 1. години нове ере. | Прихваћено              |
| Гераса Антиохија на Хрисорои                          | 331. п. н. е.     | Џераш, Јордан                                  | Касно предање које спомиње Јамблих повезујући име „Гераса“ са Александром многи историчари сматрају маштовитим. Римски новчићи пронађени на том мјесту, ковани под Септимијем Севером, Каракалом и Елагабалом, угравирани су сликама и натписима који се односе на Александра, док на постољу, датираним у рани трећи вијек прије нове ере, помиње се Дијадох Пердика. Због тога се сматра могућим да је Пердика основао насеље по Александровом налогу. Историчари то оспоравају јер епиграфски, нумизматички и књижевни докази касне, због чега сматрају да је могуће да је веза са Александром каснија измишљотина. | Оспорено                |
| Александрија Аријана                                  | 330. п. н. е.     | Близу савременог Херата, Авганистан            | О постојању Александрије Аријане свједоче географи као што су Ерастотен и Плиније старији, као и исламски хроничари Ел Табари и Јакут ел Хамави, али не и грчки историчари попут Аријана или Диодора Сицилијског. Опште је прихваћено да се град налазио у близини данашњег Херата, који се налази у плодној оази и на неколико трговачких путева; његова прецизна локација је непозната јер Херат није ископан. Александрија Аријана је понекад идентификована као поновно основано ахеменидско насеље Артацоана, али пошто доступни извори истичу велику разлику између та два мјеста, историчари сматрају да је мало вјероватно. | Прихваћено              |
| Александрија Арахозија                                | 330. п. н. е.     | Кандахар, Авганистан                           | Различити извори потврђују постојање града званог Александрија у Арахозији, Арахотои или Арахосиорум опидум, али биографи Аријен и Јустин не помињу такав град. И Фрејзер и Коен наглашавају да је идентификовање горњих имена као истог града претпоставка, иако јака. Александрија у Арахозији се традиционално поистовјећује са Старим Кандахаром. Постоје епиграфски докази који подржавају ту теорију, са грчким натписима као што су и пронађени у тој области. Осим тога, рани исламски полиматичар Мухамед ел Хорезми је идентификовао Кандахар као „Александрију истока“. | Прихваћено              |
| Александрија Есхата                                   | 329. п. н. е.     | Вјероватно близу Хучанда, Таџикистан           | Аријан је записао да је Александар убрзо након опсаде Киропоља основао насеље у доњем Јаксарту да би бранио то подручје од скитских племена. Градња града трајала је три недјеље, а населили су га грчки плаћеници, локални племићи и повријеђени македонски ветерани. Традиционално се поистовјећује са Хучандом, који је контролисао трговачки пут Бухара—Самарканд и улаз у Ферганску долину. Ископавања савременог града указују на то да су Ахемениди заузели локацију. Као поновно оснивање Киропоља, насеља које је основао Кир Велики, Александрија Есхата је била културно и војно важна; Фрејзер је то назвао „политички најзначајнијим оснивањем од Александрије у Египту“.                                                                              | Прихваћено              |
| Александрија на Кавказу Александрија у Паропамисадију | 329. п. н. е.     | Близу Хиндукуша                                | Сви познати историчари и Плиније потврђују постојање овог насеља, али ниједан не користи његов примарни модерни топоним. Александар је ту населио 7.000 домородаца заједно са 3.000 пензионисаних војника након путовања из Профтазије. Након што се вратио следећег прољећа, разријешио је сатрапа којег је поставио на чело и умјесто њега именовао свог пратиоца Никанора. Опште је прихваћено постојање Александрије на Кавказу, али је непозната њена локација; већина теорија сматра да је била јужно од Хиндукуша, близу модерног Беграма. | Прихваћено              |
| Александрија у Маргијани                              | 328. п. н. е.     | Гјаур Кала, Туркменистан                       | Плиније је први потврдио постојање овог насеља, а затим га је потврдио Страбон, који је додао да је Антиох обновио утврђења и основао град који је назвао Антиохија. То име се помиње и у извјештајима Птоломеја и Исидора од Харакса. Антиохови зидови су идентификовани у Гјаур Кали близу Мерва, који се појављује као насеље које је основао Александар у муслиманским изворима као што су Ел Табари, Ел Динавари, Хамза ел Исфахани и Кудама, али постоји дебата међу историчарима о томе да ли је Александар основао насеље или каснији Селеукиди. | Оспорено                |
| Букефалија и Никаја                                   | 326. п. н. е.     | На супротној страни ријеке Хајдаспес, Пакистан | Према Аријану, недуго након што је побиједио индијског краља Поруса у бици на Хидаспу, Александар је основао два града окренута један према другом преко ријеке. Битка се водила на источној обали, па је Александар источни град назвао Никаја, а западном граду је дао име Букефалија, по свом омиљеном коњу Букефалу који је угинуо недуго прије тога. Локација градова је непозната: неки сматрају да су били на простору садашњег Џелама, док неки сматрају да су били тридесет миља јужно у Џалалпур. С обзиром на мочварну природу тла и честе монсуне, сматра се да је мало вјероватно да би се могло наћи много археолошких доказа. Букефалија је опстала до првог вијека нове ере, а о Никаји се зна много мање.                                          | Прихваћено              |
| Александрија у Оретају Александрија Рамбакија         | 325. п. н. е.     | Близу ријеке Инд у Белуџистану, Пакистан       | Александар је напао територију племена Оритае на свом повратку из Индије, заузевши њихово сједиште у Рамбакији. Аријан је записао да је одобрио локацију и наредио Хефестиону и Леонату да изграде и населе град. Диодор је забиљежио да ју је назвао Александрија, док Курције Руф наводи да су њени досељеници дошли из Арахозије. Историчари сматрају да је његова сврха вјероватно била да контролише трговачке путеве, са луком за поморску трговину и приступом стратешки важним планинским превојима у региону. Његова локација није позната, пошто се обала значајно промијенила од античког периода; неки историчари сматрају да је био у близини данашњег Велпата, док други сматрају да је био у лагуни Мијани Хор.                                      | Није сигурно            |
| Шарах Спасину Александрија у Шушну                    | 324. п. н. е.     | Вјероватно у Најсану, Ирак                     | Модерни историчари му понекад дају топоним Александрија у Сузијани, Шарах Спасину је касније име насеља које је основао Александар на ушћу Тигра у Еуфрат. Оснивање насеља потврдили су и Аријен и Плиније Старији. Сматра се да је вјероватно основан да служи као средиште Вавилона, а касније је поново основан као Антиохија од стране непознатог селеукидског краља (вјероватно [[Антиох IV Епифан\|Антиоха Епифана) након што су га оштетиле поплаве. Поново је основан 141. године прије н. е. од стране иранског принца Хиспаосина, који га је преименовао у Спасину Шарах по себи. Иако се сматра да се вјероватно налазио у Најсану у модерном Ираку, локација града је спорна јер се хидрографија региона скоро непрекидно мијењала од античког периода. | Прихваћено              |
| Александрија близу Вавилона                           | Непознато         | Непознато                                      | Постојање града је оспорено јер су историчари имали проблема да потврде његово постојање. Спомиње се у неколико верзија Александриде и Сираниде, а спомиње га и Јакут ел Хамави; лоцирали су га у близини Вавилона у Доњој Месопотамији. Сматра се да ако је постојао, да га је вјероватно основала династија Селеукида, иако нема доказа да су градове давали по Александру. Разни научници га идентификују као идентичног са другим посвједоченим Александријама, као што су Шарах Спасину, Селевкија на Хедифону, Александрија близу Палакопа и Александрија на Тигру. | Није сигурно            |

- План Александрије у Египту за вријеме династије Птолемејида.
- Рушевине цитаделе Кандахара из 19. вијека. Насеље на истом мјесту можда је заузео или основао Александар Велики.
- Рушевине Александрије Троаде, за које је В. В. Тарн истакао да их је основао Александар Велики.
- План археолошког налазишта Најсан, вјероватна локација Шарах Спасину.

## Остала насеља

### Европа
Док је Филип II опсиједао Перинт, Александар је, као регент, покорио Меде, трачко племе, у данашњој југозападној Бугарској. Према Плутарху, основао је мало насеље у региону и назвао га Александропољ; име је одражавало оснивање Филипопоља његовог оца и вјероватно је дато по Филиповом налогу. Локација насеља је непозната, а неки научници сматрају његову историчност упитном.

### Мала Азија
Многа древна насеља су тврдила да имају значајну везу са Александром Великим. У Малој Азији такви градови су били Илион, Пријена и Смирна. Године 334. п. н. е. Александар је посјетио Илион, мјесто срушене Троје. Наредио је да се град ослободи пореза и да се његове зграде поново саграде; касније је обећао да ће Илион учинити великим градом. Међутим, ниједан од ових планова није се остварио за Александровог живота. Локално племе звано Александри вјероватно је добило име по Парису, понекад званом Александар, а не по краљу Александру Великом. Иако је Александар био заинтересован за Пријене (укључујући посвећење градског храма Атини и одобравање изузећа становништву) и иако је вјероватно да је град поново основан крајем четвртог вијека, нема директних доказа који би указивали на то да је то обавио Александар. Ископавањима на локалитету нису пронађени прехеленистички остаци. Док су каснији аутори, као што су Паусанија, Плиније и Елије Аристид забиљежили предања која су сматрала да је Александар поново основао Смирну, Страбон је, пишући у првом вијеку прије нове ере, умјесто тога истакао да је насеље обновио Антигон I Монофталм након Александрове смрти. Остала насеља у региону, са много мање одрживих доказа, укључују Еге, Александрију код Латмоса, Аморијум, Аполонију, Хрисопољ, Еукарпију, Кретопољ, Никеју и Отрус.

### Египат, Феникија и Сирија
У Сирији, град Антиохија, који је касније постао један од највећих градова античког свијета, тврдио је да је у вези са Александром. Према Либанију, рођеном у том граду у 4. вијеку нове ере, Александар је планирао да оснује град на будућем мјесту Антиохије, али није имао довољно времена за то; он је умјесто тога поставио светилиште Зевсу и малу тврђаву. Сматра се да је то предање била само локална легенда. Оближње насеље Александрија од Исуса, које се налази у општој области савременог Искендеруна, забиљежено је само као насеље које је основао Александар од стране непознатог аутора, као и неких верзија Александриде; печат пронађен у близини носи краљев портрет. С обзиром  на то да је Александрија у Египту била први велики град који је основао, сматра се да је мало вјероватно да је Александар основао насеље, али да је оно готово сигурно постојало. У Феникији и Египту, градови Газа и Тир су понекад забиљежени као градови које је основао Александар Велики. Тир је био опкољен и уништен 332. године прије нове ере, а Газа је доживјела сличну судбину касније исте године. Иако је Александар обновио и преселио оба града, они се обично не сматрају основаним градовима, већ поправкама великих размјера. Друге мање подржане тврдње за основана насеља укључују Александрошену, Капитолију, Диону, Ларису Сизаре, Никополис, Параитонион, Пелу и Селеукије Абиле.

### Источне провинције
У Месопотамији се Никефорион (данашња Рака) повремено приписивао Александру, али се сматра да га је вјероватно основао Селеук I. Оријенталиста из 19. вијека, Хенри Раулинсон је истакао да је Александар можда основао насеље убрзо након и близу битке код Гаугамеле у Асирији. Постоје бројна свједочанства да је Александар основао град у Доњој Месопотамији: предложена су многа имена градова као што су Селевкија на Хедифону, Александрија код Вавилона, Александрија код Палакопа и Александрија на Тигру; али се сматра да се нека од ових имена вјероватно односе на исти град. Александрија Карманија је можда основана у Карманији, али њено постојање је само слабо подржано; сматра се да ако је град постојао, вјероватно је основан касније. Такође, насеља која су названа Александрови олтари и Портус Маседонијум, а која су се наводно налазила у близини Карманије, можда су биле станице за лов на слонове које је успоставио Неарх. Насеље по имену Александрополис је наводно основано у близини Нисе, али нема доказа који подржавају оснивање тако брзо након што је војска прошла Каспијска врата.
На истоку, Александрија у Сакастану је вјероватно основана након Александрове смрти и тек тада му је приписана. Многе Александрије су потврђене у регионима Бактрије, Согдијане и индијског потконтинента, али већина историчара сматра да су коришћени различити називи за исто насеље. Александрија Опијана и Александрија Каписа се сматрају другим називима за Александрију на Кавказу; Сматра се да се Александрија близу Бактре и Александрија Оксијана можда односе на исто спорно насеље; у Индији се сматра да су насеља Таксила и Патала вјероватно постојала, али да их вјероватно није основао Александар Велики. Квинт Курције Руф је писао да је Александар основао неколико градова у делти Инда, али историчари сматрају да су то вјероватно били само гарнизони.